# 鄧肇堅
鄧肇堅爵士，CBE，KStJ，JP（ ，1901年3月21日—1986年6月19日），香港企業家及慈善家，曾於1933年參與創立九龍汽車（1933）有限公司，並長年擔任董事局主席及總監督之職。
鄧肇堅爵士以生活儉樸、熱心公益及慷慨捐款著稱，先後任東華醫院及保良局主席，曾經多次獲勳，現時不少建築物都以其命名。鄧肇堅身穿長衫和光頭的形象，亦在民間留下深刻印象。

## 生平

### 早年生涯

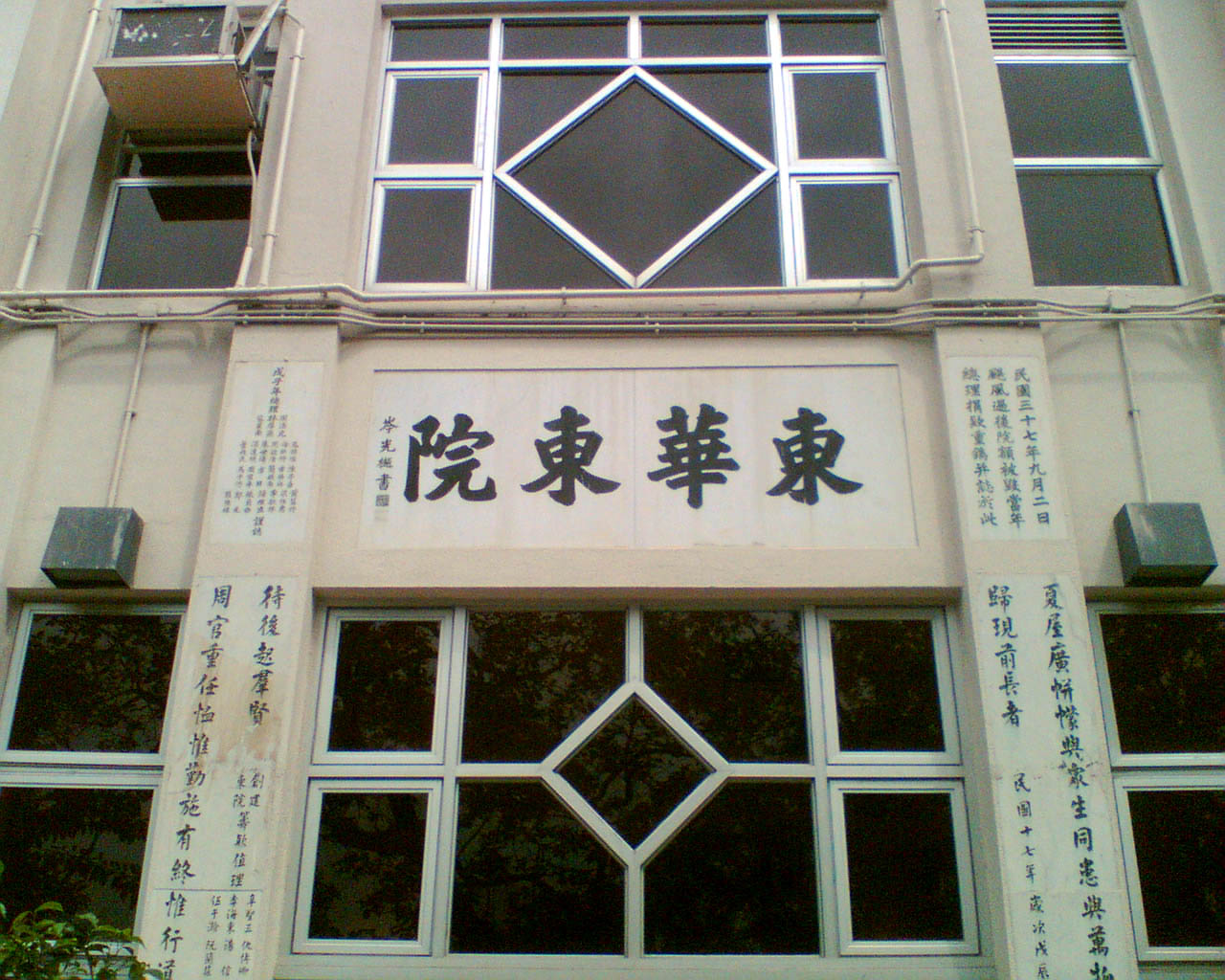
位於東院道的東華東院

鄧肇堅祖籍廣東南海九江，1901年3月21日生於香港。父親鄧志昂紳士是銀行家，乃香港早期的華人太平紳士。鄧肇堅母親章順婉是鄧志昂第四任妻子，他在家中四名兄弟中排名第二，所以又稱「二少」。鄧肇堅早年先後入讀皇仁書院及聖士提反書院，1919年為幫忙父親打理鄧天福銀號的業務離校，同年成為香港中華總商會會董。

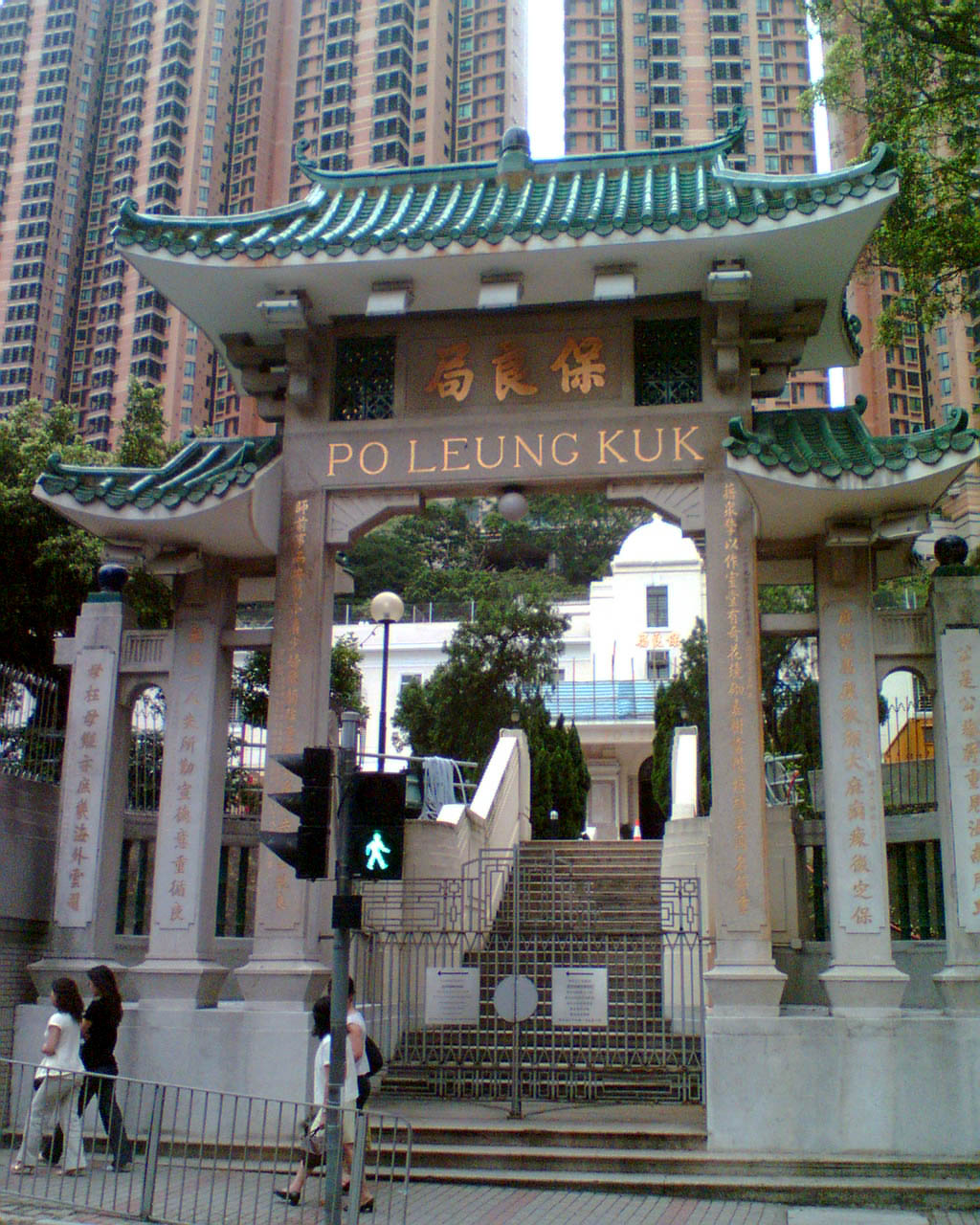
禮頓道保良局

鄧肇堅精通營商，把父親的銀號打理得井井有條，這使他成功在1924年，僅以23歲之齡成為東華醫院總理，至1928年更成為歷來最年輕的東華醫院主席，任內主持修建東華東院。在1927年，鄧肇堅當選保良局總理，並在1932年出任保良局主席，任內將保良局總部遷到禮頓道現址。為答謝鄧肇堅對公共事務的貢獻，港督金文泰爵士早在1929年8月9日委任他為非官守太平紳士，及後英廷亦於1934年向他頒授MBE勳銜。
在1937年，市政局華人首席議員李樹芬宣佈辭職，華人首席議員一職遂由另一議員周錫年醫生接任，而鄧肇堅則有機會填補周錫年的空缺，並在6月15日到任。鄧肇堅的任期本在1940年屆滿，但被港督羅富國爵士再續任三年，其任期後因第二次世界大戰爆發而中斷，並被日方強迫出任華民各界協議會委員。

### 商業生涯

#### 九龍巴士
在1932年9月，港府有意將區內競爭激烈的巴士服務重整，並公開招標承辦巴士專利權。鄧肇堅與澳洲歸國華僑雷瑞德醫生合作下，結果成功投得九龍及新界地區巴士的專利權。投得專利權後，鄧肇堅與雷瑞德收購了啟德巴士公司，組成一隊擁有106部單層巴士的車隊，並先後邀請商人林銘勳、雷亮及曾任東華主席的譚煥堂入股，最終在1933年成立了九龍汽車有限公司，並由鄧肇堅出任董事局主席兼車務總監督，鄧肇堅此後一直擔任兩職近50年之久。

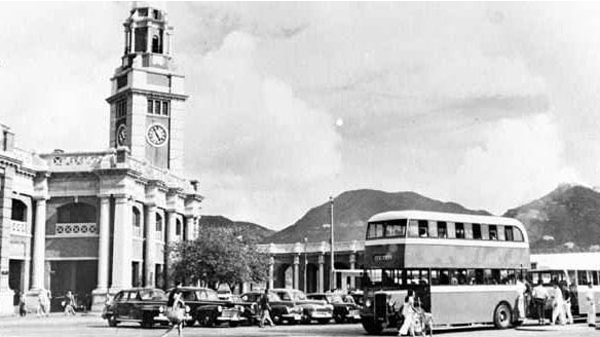
1952年，一輛雙層九巴停泊於尖沙咀火車站

在1937年，抗日戰爭爆發，有鑑於局勢不穩，鄧肇堅結束鄧天福銀號，並專心打理九龍巴士的生意，到1941年日本揮軍入侵香港前夕，九巴已開辦最少12條路線，業務十分蓬勃。可是不久以後，香港保衛戰爆發，鄧肇堅亦險在戰事期間被槍殺。雖然鄧肇堅最後大難不死，但九龍巴士旗下的所有巴士卻悉數在日治時期遭日方佔用，巴士公司的業務陷於停頓。
香港在1945年重光後，由於九巴巴士在戰時多已損毀，剩餘的巴士亦被政府徵用，以致復業存在困難，而主要股東林氏及譚氏家族亦有退股的打算，九巴股東雷瑞德遂招攬兩名台山同鄉伍時暢及余道生入股九巴，九巴才不至面臨結束。

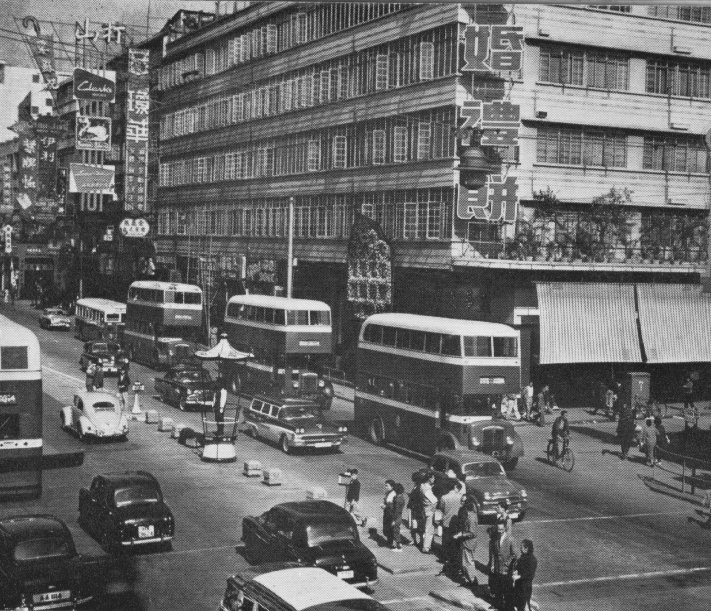
1950年代彌敦道上的九巴

鄧肇堅在戰後十分熱心於九巴業務，並堅持每日上班工作，使九巴得到很大的發展。隨著1949年九巴引入載客量大的雙層巴士，以及戰後人口急升，使得九巴的收益可觀，業務大幅擴展，再加上鄧肇堅在戰後亦入股油麻地小輪，這兩項業務遂成為鄧肇堅主要的財富來源。
九巴在1960年獲政府延續專利權後，即於1961年將業務分拆，其中巴士業務仍歸九龍巴士公司管理，但原來的地產建設業務則由新成立的九龍建業掌控，並由九巴股東伍氏及雷氏家族持有。業務分拆後，鄧肇堅在同年將九巴在香港聯合交易所上市。此後，在鄧肇堅管治下，九巴業務繼續擴張，除了在1965年興建設備先進的荔枝角車廠、1972年海底隧道通車後進佔香港島市場外，又在1970年代引入節省成本的「一人控車」概念、載客量更大的後置引擎巴士和豪華巴士，以提升服務水平。
但另一方面，九巴的業務亦處處受到制肘，到1975年更遭港府實施利潤管制，規限每年回報率不得多於16%，使到九巴股價在此後陷入疲弱狀態。儘管鄧肇堅身兼九巴董事局主席兼車務總監督多年，但事實上持股量並不多。在1981年11月11日，以郭得勝為首的新鴻基地產更宣佈敵意收購九巴，並大手吸納市場上的九巴股票，引起雙方的收購戰。最後，新鴻基地產在11月7日購得九巴共39.5%的股份，成為大股東。
九巴易手新鴻基地產後，鄧肇堅漸漸淡出了九巴日常業務，並在晚年改任九巴的名譽執行董事。不同於九巴其他創辦人，鄧肇堅之子鄧日燊在1992年離開九巴後，鄧肇堅再沒有後人投身參與九巴的核心業務。

#### 其他業務
除了九巴及油麻地小輪外，鄧肇堅也是多間大型公司的股東，但他在這些公司的持股量並不多，亦非他的主要業務。這些公司包括有恆生銀行、商業電台、友聯銀行、美麗華酒店及投資公司、九龍發展、珠城地產、美居集團有限公司、泛印集團有限公司及中華娛樂置業有限公司等等。鄧肇堅曾任香港中華總商會的顧問，估計鄧肇堅在去世時遺下逾2至9億多港元財產。

### 公益慈善

#### 熱心捐款

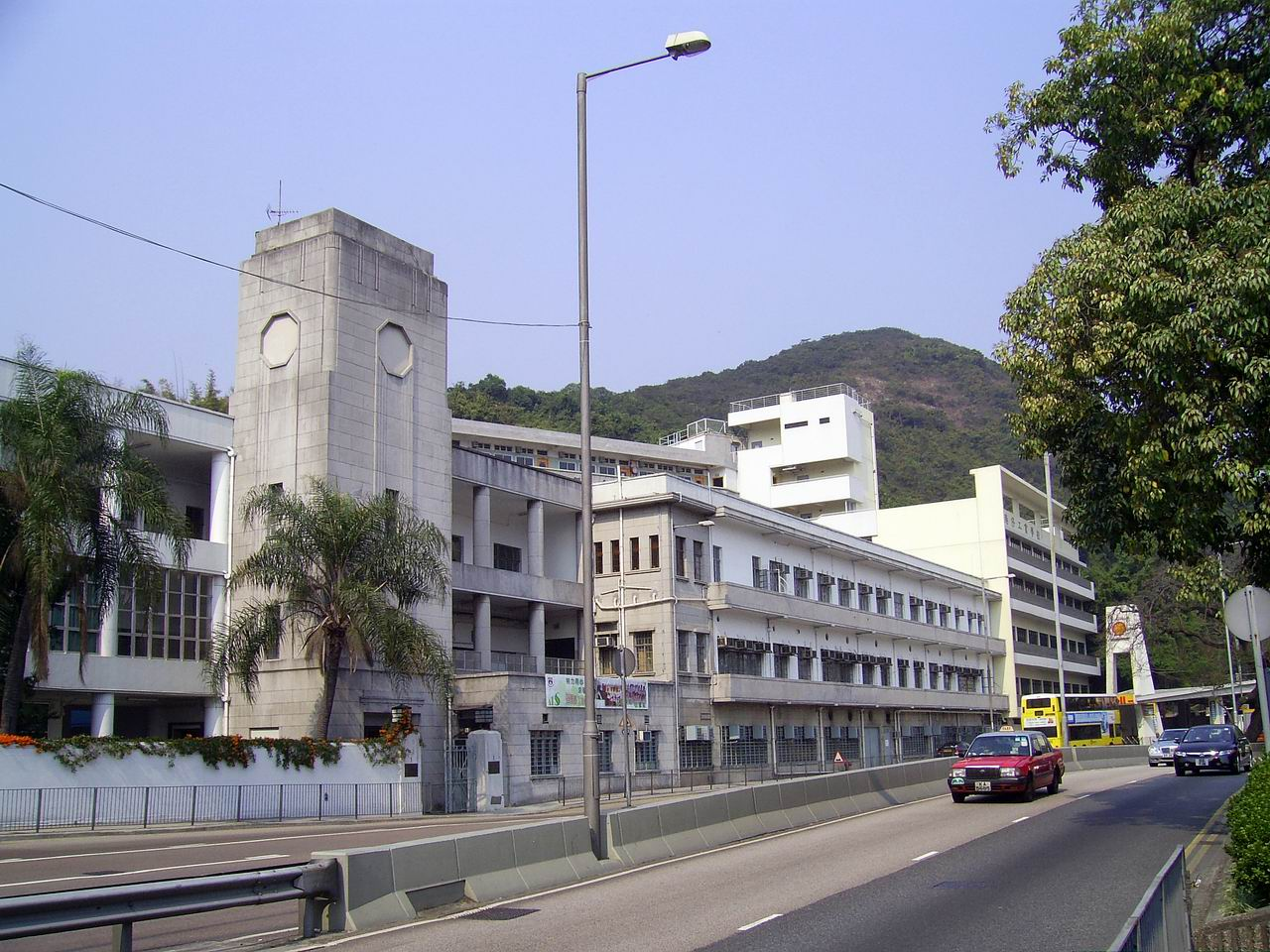
香港仔工業學校原名香港仔兒童工藝院

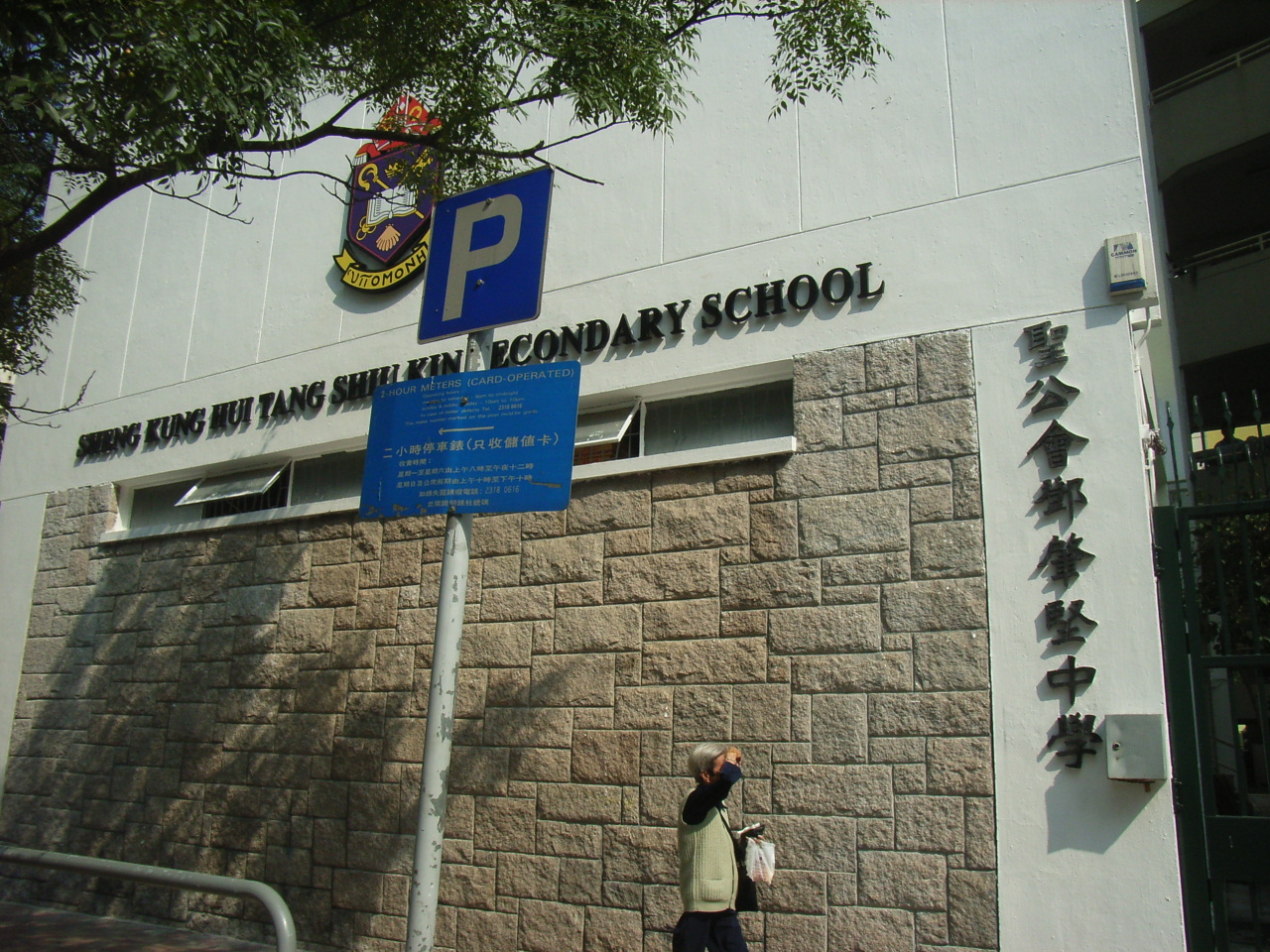
位於愛群道的鄧肇堅中學

鄧肇堅一向以熱心捐款著稱，受惠機構不計其數，有大慈善家之名。據估計，他畢生捐款至少逾億港元，以昔日的水平來衡量，款額算相當高。
鄧肇堅早在出任東華醫院及保良局總理時已樂於慷慨解囊，在1929年，其父親鄧志昂為香港大學捐建鄧志昂樓作為中國語文及文學科目的教學樓時，鄧肇堅亦參與其中，帶頭向華人社群籌款，並任港大中文學院名譽副院長。不僅如此，鄧肇堅本人歷年來亦在不同場合大量向港大捐款，支持港大各項學術計劃及研究。鄧肇堅對港大的貢獻良多，這使他自1933年起成為香港大學校董，1961年獲港大頒授榮譽法學博士學位，後來更成為港大終身校董。
除了香港大學外，鄧肇堅也非常樂於捐助教育事業，曾在1955年及1961年先後捐鉅款設立葛量洪獎學基金以及柏立基爵士信託基金獎學金，以資助有需要的學生。至於他有份籌建或捐助的學校則包括有1935年建校的香港仔兒童工藝院（即香港仔工業學校）、1961年建校的聖公會鄧肇堅中學和成立於1977年的鄧肇堅維多利亞工業中學等等，他亦為聖士提反書院、香港仔兒童工藝院及聖保羅男女中學等校的校董。

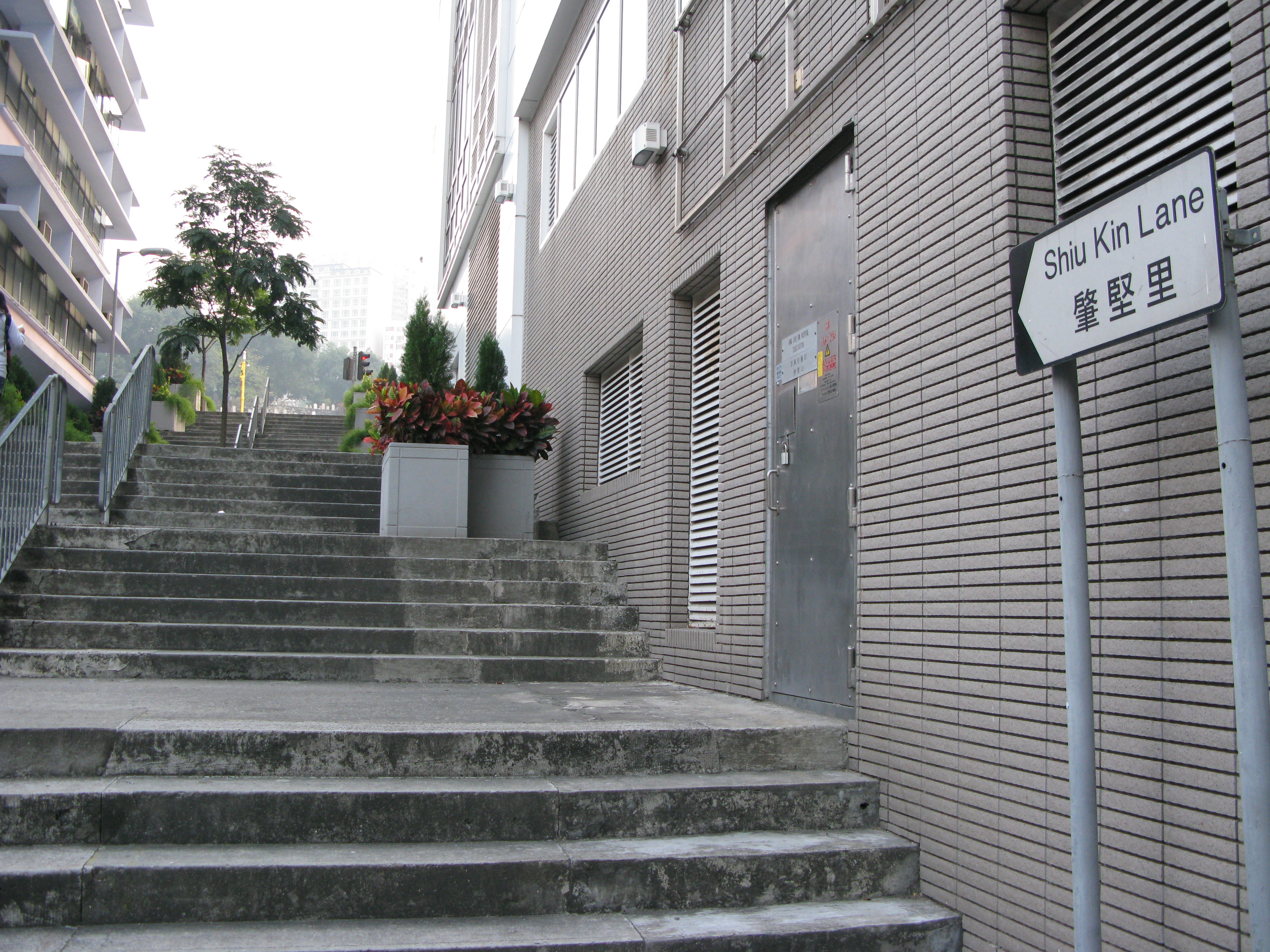
位於灣仔摩理臣山的肇堅里

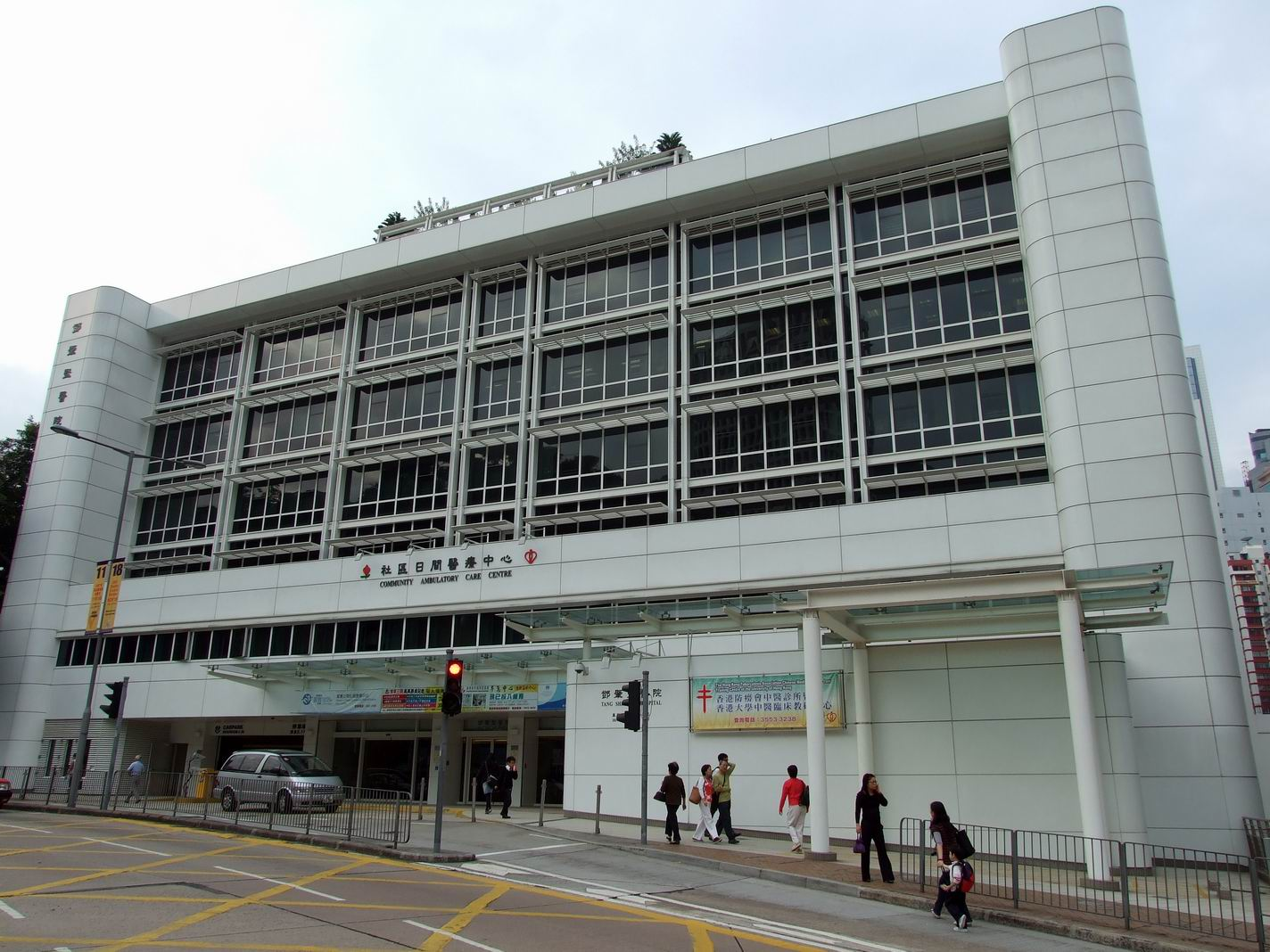
鄧肇堅在1969年捐建鄧肇堅醫院

在醫療事務上，他在1935年曾帶頭與華人社群籌建貝夫人健康院，後曾捐助荃灣葛量洪夫人健康院的建造費用及1954年的擴建費用。到1969年，鄧肇堅鑑於香港島只有一所瑪麗醫院，未能應付需求，於是決定出資一半，在東區興建醫院一所，院方為答謝鄧肇堅，遂將醫院命名為鄧肇堅醫院。未幾於1973年，他捐出百多萬予香港社會服務聯會，讓該會在灣仔興建溫莎公爵社會服務大廈作為總部。
在1976年，鄧肇堅甚至一口氣捐出360萬港元，分別用以興建鄧志昂專科診療所、鄧肇堅牙科護士訓練學校及鄧肇堅學童牙科診所，三者都配備有精良的儀器。鄧肇堅與另一殷商何添太平紳士在1977年聯合成立鄧肇堅何添慈善基金，並交由社會福利署管理，以向遭遇突變而陷入經濟困難的人士及家庭提供即時經濟援助，該基金成立時共籌得港幣600萬善款，雖然只可動用基金利息，但到1986年時，基金利息亦已滾存至港幣3,000萬。
鄧肇堅步入晚年以後，每年捐款的款額更有不斷上升的趨勢，在1981年慶祝80歲大壽時，就一次過捐出港幣1,000萬元興建北葵涌鄧肇堅體育館。在臨終前數年，他每年捐款都不下於港幣1,000萬元。鄧肇堅曾自言因為取諸香港，所以也要用諸香港，故此透過大力捐輸的方法來達成自己的理念。

#### 紀律部隊
紀律部隊及制服團體也是鄧肇堅的主要捐款對象，這是因為他認為兩者對維持社會穩定十分重要。鄧肇堅曾經為皇家香港警務處職工捐助興建銅鑼灣警察會所、各類康樂訓練用地、警員宿舍、以至於警隊博物館。此外，每有紀律部隊人員因工殉職，鄧肇堅亦樂意向家屬發放撫卹金以示慰問。在1978年，他進而捐出100萬港元到軍人福利及教育基金，以照顧有需要的踞喀兵，同時又捐出港幣100萬予倫敦帝國戰爭博物館。
鄧肇堅與警隊的交情尤其深厚，在他於1986年逝世後的翌年，其遺孀特別將一枝鍍上白銀的權杖致送予鄧肇堅生前好友，時任警務處副處長白立本。自1987年起，該權杖每年由警察風笛隊用於所有官式會操和典禮，警隊每年更會於香港警察學院舉行權杖展示儀式，以紀念鄧肇堅對警隊的貢獻。

#### 社區公職
除了熱心捐款外，鄧肇堅也是各社會機構的活躍人物。鄧肇堅早年曾任東華醫院和保良局的總理及主席，後來又任東華三院顧問局永遠顧問。鄧肇堅在1977年成立東華三院歷屆主席會，並自任主席至1986年逝世為止。另一方面，鄧肇堅曾於1928年至1941年出任團防局局紳，1934年至1964年接連獲港督委任為華人廟宇委員會委員，亦曾任華人慈善基金委員會委員。
鄧肇堅其他擔任過的公職包括英國香港紅十字會榮譽副主席兼信託人、香港童軍總會榮譽副主席、香港聖約翰救傷會理事及行政委員會委員、雅麗氏何妙齡那打素醫院行政委員會委員、香港露宿救濟會信託人兼委員會委員、香港保護兒童會及大埔聖基道兒童院委員、南華體育會副主席、葛量洪獎學基金委員會委員、以及香港青少年培育會、孔聖會及鐘聲慈善社的顧問等等。值得一提，為促進香港婦女界權益，鄧肇堅曾在1930年代協助護督修頓爵士夫人創立香港國際婦女會，對香港婦女界的發展有一定影響。

#### 身體力行
鄧肇堅在日常生活中也以樂於助人而聞名。據稱，他有次排隊等候汽車輪渡渡海時，見到有一名背著小孩的婦人兜售報紙。鄧肇堅眼見婦人可憐，就親自摘下婦人的姓名及地址，並親自代為向市政局申請報販經營執照，讓婦人一家過著更安穩的生活。又有一次，鄧肇堅到德記俱樂部消遣時，得悉某廚師的友人將行退休，他遂為代為向市政局申請燒臘牌照，讓那位友人退休後能夠謀生。
踏入晚年以後，鄧肇堅助人的熱誠絲毫沒有減退。他不單止連年在新春時節探訪長者，大派利是以外。鄧肇堅只要收到來信要求援助，都會一一詳細考慮，加以調查，如果情理俱順，更會向事主寄出支票，以儘可能接濟有需要的人。
為彰顯鄧肇堅熱心公益，英廷曾多次向他受勳。繼在1934年獲授MBE勳銜後，他在1949年獲OBE勳銜，1957年獲CBE勳銜，在1964年更獲英女皇伊利沙伯二世冊封為爵士。

#### 以鄧肇堅命名的事物
由於鄧肇堅歷年來捐款無數，社會上以鄧肇堅命名的事物逾40項，當中包括：
| - 肇堅里 - 鄧肇堅醫院 - 鄧肇堅牙科診所 - 鄧肇堅學童牙科診所 - 鄧肇堅牙科治療師訓練學校 - 鄧肇堅爵士基金 - 聖公會鄧肇堅中學 - 鄧肇堅維多利亞官立中學 - 香港西區婦女福利會鄧肇堅小學（黃竹坑邨清拆前已被殺校） - 東華三院鄧肇堅小學 - 鄧肇堅何添慈善基金 | - 鄧肇堅運動場 - 西貢鄧肇堅運動場 - 屯門鄧肇堅運動場 - 北葵涌鄧肇堅體育館 - 屯門鄧肇堅網球場 - 鄧肇堅11人草地足球場 - 西貢斬竹灣鄧肇堅海事訓練中心 - 鄧肇堅男女童軍中心，屬童軍總會新界地域所有 - 鄧肇堅大廈，屬童軍總會港島地域所有 - 港島總區聖公會鄧肇堅混合見習支隊，隸屬香港聖約翰救傷隊 - 香港交通安全會鄧肇堅爵士大廈 |

據稱，鄧肇堅篤信風水命理，並被告知要一生行善積德，抵受歷練，才會事事順境，所以每有建築物以他命名時，鄧肇堅都要求將他的名字顯露於建築物當眼的地方，以便受盡「日曬雨淋」。

### 逝世
鄧肇堅晚年曾患膀胱癌，但身體仍然十分健康，並經常出席公開場合。但在1986年6月17日，鄧肇堅晚上於銅鑼灣出席宴會後，腹部突然感到不適，在6月18日凌晨二時決定入住養和醫院，並於當晚接受割腸手術，惟手術後一直陷入昏迷狀態，最後在6月19日上午九時因為動脈出血流入腹腔逝世，終年85歲。

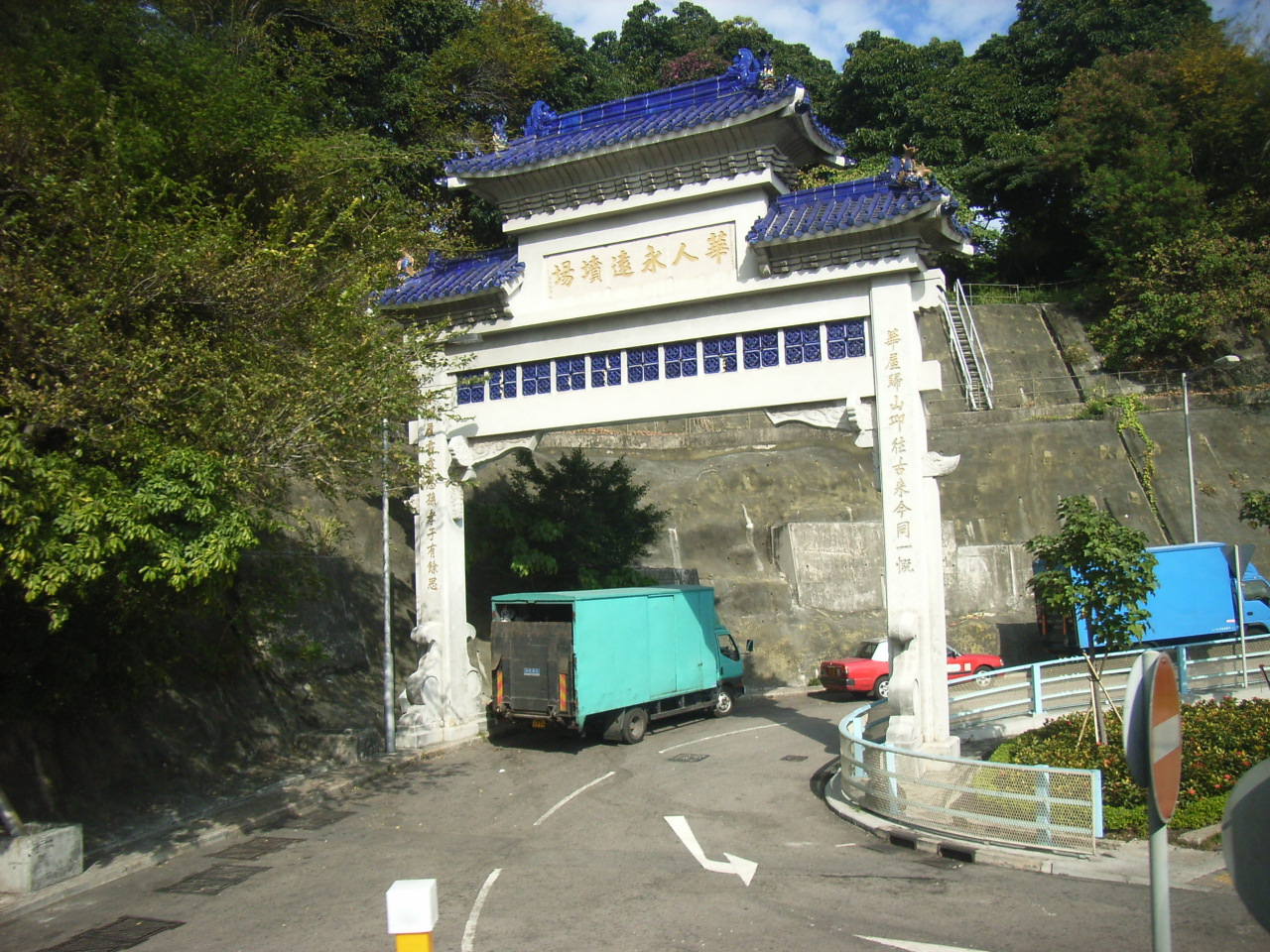
鄧肇堅爵士身後安葬於香港仔華人永遠墳場

據了解，鄧肇堅腹痛前的身體狀況仍顯得非常正常，他除了在去世三星期前出席公開場合，捐贈25萬港元予消防處福利基金外，亦曾與朋友到澳門旅遊，並在6月17日上午才返抵香港。不過，鄧肇堅在出事前數天曾在會所門外絆倒，可能是病發前的先兆。
鄧肇堅身後，當日的聖約翰救傷會週年大會在港督帶領下全場默哀，而東華三院、九巴及恆生銀行都參與了治喪工作。鄧肇堅在6月24日於香港殯儀館出殯，當日各界出席者上2000人，港督尤德爵士、東華三院歷屆主席及總理均特別前來弔唁。鄧肇堅的遺體在上午11時30分大殮，並由港大校長黃麗松博士宣讀行狀，遺體隨後於12時30分出殯，扶靈人士包括首席按察司羅弼時爵士、布政司鍾逸傑爵士、電影大亨邵逸夫爵士、匯豐銀行主席沈弼爵士、商人馮秉芬爵士、前行政、立法兩局議員簡悅強爵士及羅保爵士、九巴主席胡百全博士、以及恆生銀行主席何善衡博士。
鄧肇堅靈柩離開靈堂後，由警方電單車隊及儀仗隊護送下抵達香港仔華人永遠墳場安葬，落葬時特別由皇家香港警察樂隊號角手奏出哀號，以為悼念。

## 家庭
鄧肇堅曾經有兩段婚姻，並在第一段婚姻中有一子兩女。鄧肇堅於1951年再婚，娶馮錦美（1926年－）為妻，兩人育有一子一女。鄧肇堅育有子女如下：
- 兒子
  - 鄧伯勤
  - 鄧日燊
- 女兒
  - 鄧慧根
  - 鄧蕙蘭
  - 鄧乙芳

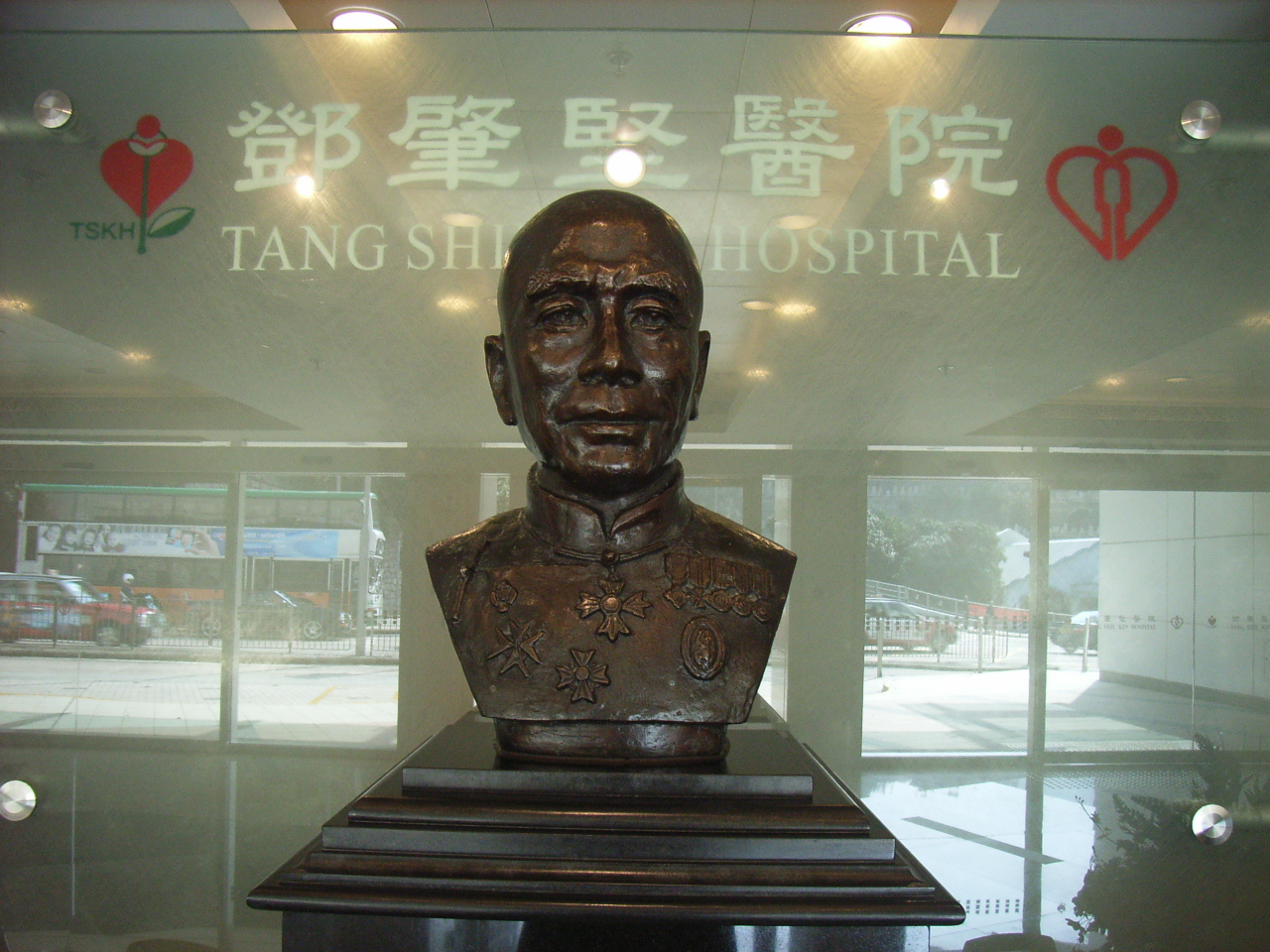
香港有多尊鄧肇堅像，此半身像位於鄧肇堅醫院正門大堂內

鄧伯勤長子、鄧日燊侄兒兼鄧肇堅長孫鄧永鏘爵士，是香港著名收藏家及商人，也是中國會及上海灘創辦人。鄧肇堅與鄧永鏘同為爵士，不過前者是下級勳位爵士，後者是大英帝國勳章爵級司令，所以其孫兒爵位反而要比他高級。
鄧肇堅戰前原居於跑馬地藍塘道大宅，1941年12月發生「藍塘道大屠殺」事件，戰後遷居於跑馬地蟠龍道5號大宅，大宅以花園亭台樓閣設計優美，以及植物悉心栽種而著稱。鄧爵士在1986年去世後，其夫人仍然居於上址。鄧爵士生前是多所會所的會員，當中包括中華會所、美國會所、鄉邨俱樂部、中華娛樂會，另外也是英皇御准香港賽馬會的投票會員。鄧肇堅的興趣包括賽馬及游泳，平時愛與朋友打牌九或麻將至午夜。鄧肇堅亦很喜歡收藏古董陶瓷，家中有陶瓷狗逾30隻。
鄧肇堅篤信佛教，每年歲末會與妻子到黃大仙廟上頭炷香，也經常前往文武廟、天后廟、太平山觀音廟、澳門媽祖廟拜祭。鄧肇堅日常生活亦以簡樸聞名，據稱，他每日花費儘量不過港幣100元，日常出入選擇配上「9」號車牌的廉價日本轎車代步，不坐歐洲高級轎車。至於他剃頭髮，以及堅持穿長衫馬褂、用信封而不用銀包裝錢等等的形象，也因為在現代香港社會中罕見，所以深入民心。
鄧肇堅對吃也有特別的講究，他每吃叉燒、乳豬等食物時，必先過水一次才進食，以確保衛生和避免肥膩，而每次進食後都一定要漱口。鄧肇堅從不喝酒，並在1980年戒煙，他對餅乾及糖果卻是喜愛有加。據了解，鄧爵士生前最愛喝蜜瓜燉螺頭湯，所以又被稱為「爵士湯」或「二叔湯」，然而，有一較不普遍的說法指「爵士湯」是以邵逸夫爵士命名。

## 評價
鄧肇堅深信「取諸香港，用諸香港」的道理，全心專注在香港熱心公益，踴躍捐輸，這使他取得社會的極高評價。不少人都認為他是一位大慈善家、慈善王，而且為人謙恭有禮，待人以誠，樂善好施，和譪可親。港督尤德爵士亦曾形容鄧肇堅在慈善事業上有尤其「重大」、「長久而光榮」的貢獻。
不過，鄧肇堅長孫鄧永鏘爵士卻有不同看法，他曾指鄧肇堅對外人很好，但對家人嚴厲吝惜，而且為人好色。他批評鄧肇堅連年當仁不讓，大力捐款是因為希望獲得勳銜，而在他捐建的建築物寫上鄧肇堅的名字，更顯露出他自大的性格。鄧永鏘又表示，父親鄧伯勤因為不想受鄧肇堅束縛，難以相處，所以才於1965年舉家遷到英國。
雖然如此，鄧肇堅知道當年身在英國的鄧永鏘想買鋼琴練習，但他仍在鄧永鏘父母反對下買了一部鋼琴給鄧永鏘，讓鄧永鏘練好鋼琴，反映鄧肇堅也是很照顧家人的。

## 榮譽

### 頭銜
- 鄧肇堅，Esq（1901年－1929年）
- 鄧肇堅，JP（1929年－1934年）
- 鄧肇堅，MBE，OStJ，JP（1934年－1937年）
- 鄧肇堅議員，MBE，OStJ，JP（1937年－1941年）
- 鄧肇堅，MBE，OStJ，JP（1941年－1949年）
- 鄧肇堅，OBE，OStJ，JP（1949年－1952年）
- 鄧肇堅，OBE，CStJ，JP（1952年－1957年）
- 鄧肇堅，CBE，CStJ，JP（1957年－1962年）
- 鄧肇堅，CBE，KStJ，JP（1962年－1964年）
- 鄧肇堅爵士，CBE，KStJ，JP（1964年－1986年）

### 勳銜
- J.P. （1929年8月9日）[7]
- 感謝章 （1933年，女童軍）[3]
- M.B.E. （1934年元旦授勳）[49]
- O.St.J. （1934年*）[20]
- 銀禧勳章 （1935年）[3]
- 加冕勳章 （1937年）[3]
- O.B.E. （1949年英皇壽辰授勳）[50]
- 銀橡實獎 （1949年，聖約翰救傷隊）[3]
- C.St.J. （1952年*）[20]
- C.B.E. （1957年元旦授勳）[51]
- K.St.J. （1962年元旦授勳）[2]
- Kt. （1964年元旦授勳）[52]
- 英國紅十字會榮譽獎章 （1967年）[3]
- 英國紅十字會終身會員及一級榮譽證書 （1967年）[2]
- 銀橡實獎 （1977年，童軍）[3]
- 瑞寶章　（1981年，日本）[11]

*代表以準成員資格取得。

### 榮譽學位
- 榮譽法學博士
  - 香港大學 （1961年港大金禧）[20]

## 注腳
1. 1 2 3  〈鄧肇堅昨病逝醫院〉，《大公報》第一張第四版，1986年6月20日。
2. 1 2 3 4 5 6 7 8  Who's Who, A & C Black, 1986.
3. 1 2 3 4 5 6 7 8 9 10 11 12 13 14  〈鄧肇堅爵士昨逝世〉，《華僑日報》第二張第一頁，1986年6月20日。
4. 1 2 3 4 5 6 7 8 9 10  Eric Caveliero, "The Humble Millionaire", The Standard, 20 June, 1986.
5. 1 2 3 4 5 6 7 8  蔡嘉亮，〈鄧肇堅吃乳豬必過熱水〉，《大公報》第一張第四版，1986年6月20日。
6. 1 2 3  鄧志清著，《港澳聞人錄》，香港：Hong Kong Associated Press，1957年。
7. 1 2  岑維休主編，《香港年鑑》，香港：華僑日報，1969年。
8. ↑  〈鄧肇堅任衛生局議員〉，《香港工商日報》第三張第三版，1937年7月4日。
9. ↑  〈市政衛生局下週會議，宣佈委鄧肇堅續任議員〉，《香港工商日報》第二張第三版，1940年7月14日。
10. 1 2 3 4 5 6 7 8 9 10  〈九巴四大家族拆檔恩怨情仇〉，《壹週刊》，2001年8月30日。
11. 1 2 3 4 5 6  "List of Donations Endless", South China Morning Post, 20 June, 1986.
12. ↑  豐穗，〈結束銀號生意〉，《大公報》，2002年3月。
13. 1 2 3 4  Mike Davis, The Buses of Kowloon Motor Bus, Surrey: DTS Publishing, 1995.
14. 1 2  容偉釗，《二十世紀九龍區巴士路線發展史》，香港；BSI，2001年11月。
15. ↑  豐穗，〈鄧肇堅險為日軍所殺〉，《大公報》D07，2002年3月29日。
16. 1 2 3  "I've Got So Much, I Want to Share", South China Morning Post, 20 June, 1986.
17. ↑  《臨時立法會參考資料摘要》，香港臨時立法會，1997年7月15日。
18. ↑  〈分手真相：廖碧兒塔上有錢TB〉，《東方新地》，2008年7月15日，68至69頁。
19. ↑  〈鄧爵士是大慈善家，歷年捐款逾數億元〉，《華僑日報》第二張第一頁，1986年6月20日。
20. 1 2 3 4 5 6 7 8 9 10 11 12  Tang, Shiu Kin, C.B.E, J.P. （页面存档备份，存于）, The University of Hong Kong, 1961.
21. ↑  李培德，〈專題：香港大學鄧志昂樓的由來 的存檔，存档日期2006-11-24.〉，《Newsletter》，香港大學亞洲研究中心，2002年9月第23期。
22. ↑  〈柏立基爵士信託基金獎學金 的存檔，存档日期2008-09-14.〉，《由民政事務局管理的慈善信託基金》，民政事務局，造訪於2008年8月13日。
23. ↑  "Hospital Background （页面存档备份，存于）", Tang Shiu Kin Hospital, retrieved on 13 August, 2008.
24. ↑  〈70年代：結伴同行 制訂福利規劃 的存檔，存档日期2008-04-24.〉，《伙伴同行六十年，社會願景齊實現》，香港社會服務聯會，造訪於2008年8月13日。
25. ↑  〈紀念鄧肇堅爵士，李嘉誠捐廿五萬〉，《華僑日報》第四張第一頁，1986年6月29日。
26. 1 2 3 4  豐穗，〈鄧肇堅行善廣〉，《大公報》C07，2002年3月10日。
27. 1 2  "A True Son of the Soil is No More", The Standard, 20 June, 1986.
28. 1 2  "Shining Example", South China Morning Post, 20 June, 1986.
29. ↑  〈紀念已故鄧肇堅爵士 （页面存档备份，存于）〉，《警聲》第六八一期，2000年6月21日至7月4日。
30. ↑  〈警隊權杖展示儀式　紀念鄧肇堅爵士 （页面存档备份，存于）〉，《警聲》第九四六期，2011年6月29日至2011年7月12日。
31. ↑  吳醒濂，《香港華人名人史略》，香港：五州書局，1937年。
32. ↑  〈鄧肇堅何添撥款，派利是鰥寡家庭〉，《大公報》第二張第五版，1985年2月10日。
33. ↑  〈慈善家鄧肇堅爵士病逝〉，《成報》，1986年6月20日。
34. ↑  "Friends Taken by Surprise", South China Morning Post, 20 June, 1986.
35. 1 2  〈鄧肇堅爵士逝世，港督深表哀悼〉，《華僑日報》第二張第一頁，1986年6月20日。
36. 1 2  〈鄧肇堅遺體下周出殯〉，《大公報》第一張第四版，1986年6月21日。
37. 1 2 3  〈鄧肇堅遺體昨出殯，二千餘人參加喪禮〉，《大公報》第二張第五版，1986年6月25日。
38. 1 2  豐穗，〈鄧肇堅的生活情趣〉，《大公報》，2002年3月31日。
39. ↑  〈聞：鄧肇堅爵士〉，《華僑日報》第二張第一頁，1986年6月21日。
40. ↑  EARLY HISTORY （页面存档备份，存于）, THE IMPERIAL SOCIETY OF KNIGHTS BACHELOR, retrieved on 14 August, 2008.
41. ↑  .   [2021-02-15]. （原始内容存档于2021-05-07）.
42. ↑  〈原屬羅德丞政府收回拍賣〉，《星島日報》A06，2008年2月24日。
43. ↑  〈到底是誰的爵士湯？ （页面存档备份，存于）〉，《Wok'nRoll 美味你、我、他。》，2006年2月7日。
44. ↑  唯靈，〈富豪不「闊佬」〉，《信報財經新聞》P27，2004年7月25日。
45. ↑  "Death of Charity King: A Great Loss of Hong Kong", South China Morning Post, 20 June, 1986.
46. ↑  "Fitting Tribute to Magnanimous Man", South China Morning Post, 25 June, 1986.
47. ↑  "Sir Edward's Tribute", South China Morning Post, 20 June, 1986.
48. 1 2 3  〈慈善家鄧肇堅：長孫鄧永鏘眼中的孤寒自大狂〉，《星島日報》Z06，2003年4月20日。
49. ↑  "Issue 34010", London Gazette[], 29 December, 1933, p.14.
50. ↑  "Issue 38628", London Gazette[], 3 June, 1949, p.2816.
51. ↑  "Issue 40960", London Gazette[], 28 December, 1956, p.25.
52. ↑  "Issue 43200", London Gazette[], 31 December, 1963, p.2.

## 外部連結
- 聖公會鄧肇堅中學 （页面存档备份，存于）
- 鄧肇堅維多利亞官立中學 （页面存档备份，存于）
- 東華三院鄧肇堅小學 （页面存档备份，存于）
- 鄧肇堅醫院 （页面存档备份，存于）
- 香港大學贊辭[]，1961年
- 紀念已故鄧肇堅爵士 （页面存档备份，存于），《警聲》第681期

| 前任者： 李海東 | 東華醫院戊辰年主席 1928年－1929年 | 繼任者： 羅文錦 |
| 前任者： 譚煥堂 | 保良局壬申年主席 1932年－1933年   | 繼任者： 梁弼予 |